# Norrländsk uppslagsbok
Norrländsk uppslagsbok (NU) är ett uppslagsverk på vetenskaplig grund om Norrland. 
Det utgavs i fyra band under åren 1993–1996, till att börja med av bokförlaget Bra Böcker efter mönster från förlagets stora uppslagsverk Nationalencyklopedin, med Kari Marklund som chefredaktör. Produktionen skedde i samarbete med Umeå universitet, där även redaktionen fanns. 
Från och med det andra bandet övertogs utgivningen av Norrlands universitetsförlag, med Lars-Erik Edlund som chefredaktör. Bakom utgivningen stod Fonden för främjande av kunskap om Norrland, som bildats av Umeå universitet, dåvarande Högskolan i Luleå, dåvarande Mitthögskolan och dåvarande Högskolan i Gävle/Sandviken samt Kungliga Skytteanska Samfundet, Folkuniversitetet och Kempestiftelserna.

## Band
- Band 1: A – Gästg, chefredaktör: Kari Marklund, medarbetare: Lars-Erik Edlund, Tore Frängsmyr, 1993
- Band 2: Gästr – Lanz, chefredaktör: Lars-Erik Edlund, medarbetare: Tore Frängsmyr, 1994
- Band 3: Lapp – Reens, chefredaktör: Lars-Erik Edlund, medarbetare: Tore Frängsmyr, 1995
- Band 4: Regio – Övre, chefredaktör: Lars-Erik Edlund, medarbetare: Tore Frängsmyr, 1996